# (8552) Hyoichi
(8552) Hyoichi est un astéroïde de la ceinture principale.

## Description
(8552) Hyoichi est un astéroïde de la ceinture principale. Il fut découvert le 20 avril 1995 à Kuma Kogen par Akimasa Nakamura. Il présente une orbite caractérisée par un demi-grand axe de 2,80 UA, une excentricité de 0,18 et une inclinaison de 4,4° par rapport à l'écliptique.

## Compléments